# هاکمانا (ماتارا)
هاکمانا (به لاتین: Hakmana) یک منطقهٔ مسکونی در سری‌لانکا است که در استان جنوبی (سری‌لانکا) واقع شده‌است. هاکمانا ۲۸٬۹۴۱ نفر جمعیت دارد.